# Guy Cotret
Guy Cotret, né le 31 décembre 1949 à Reims, est un homme d'affaires français qui a été membre du directoire de la Caisse Nationale des Caisses d’Epargne, directeur exécutif Groupe, chargé des ressources humaines, de l’informatique et de l’exploitation bancaire, de décembre 2003 jusqu'à mars 2012. Il a aussi été président du Crédit foncier de France.

## Biographie
Après une maîtrise de droit et le Certificat d'aptitude à la profession d’avocat, il rejoint, en 1975, la Caisse d’Épargne de Reims. Il est nommé président du directoire de la Caisse d'Épargne de Champagne-Ardenne, dès sa création, en 1992, fonction qu'il occupe pendant dix ans. 
En 2001, il rejoint le directoire du Crédit foncier de France où il était directeur général. Il en a été Président en 2009/2010.
Il a été également, de juillet 2007 à fin 2012, directeur général délégué de Nexity.
De 2003 à 2011, il est successivement membre du directoire de la Caisse nationale des Caisses d'Epargne (CNCE) puis directeur général délégué de la BPCE chargé de l'Immobilier.  
En septembre 2013, il devient président d'Elyse Avenue Immobilier. 

### Football
De 1986 à 1988, Guy Cotret est membre du comité directeur du Stade de Reims. 
En décembre 2003, Guy Cotret devient président de la SASP du Paris Football Club, succédant à Noël Le Graët.
À la fin de la saison 2011-2012 et un nouveau maintien du club en National, les conseils d'administration de l'association, dirigée par Pierre Ferracci, et de la SASP, dirigée par Guy Cotret, doivent se prononcer sur l'ouverture du capital du PFC permettant de doubler le budget du club. Mais, les tensions augmentent entre Ferracci et Cotret qui s'opposent sur deux projets de reprise : celui du fonds d'investissement Centurial Capital (soutenu par Cotret) et celui de Jean-Marc Guillou (soutenu par Ferracci). 
Finalement, début juin, le Paris FC privilégie le projet de Guillou, soutenu par Ferracci, « qui consiste schématiquement à « prêter » et valoriser au sein du PFC des joueurs formés dans ses académies implantées à travers le monde. ». Cotret, fragilisé, se réunit avec Ferracci devant le tribunal de la direction nationale du contrôle de gestion (DNCG) pour annoncer un budget d'environ 4 millions d'euros, accepté par la DNCG. Mais les tensions entre les deux hommes restent vives : pour sauver le club, une réunion est prévue concernant le rachat des parts de Cotret par Ferracci. Quelques jours après, les deux parties réussissent à s'entendre : Cotret quitte le club après avoir vendu ses parts à Ferracci, nouveau président du club en juin 2012.
Le 19 avril 2013, il devient président de l'AJ Auxerre qu'il quitte en juin 2017 après l'arrivée d'un nouvel investisseur chinois. 
Pendant quatre ans, il a poursuivi un redressement économique salué de tous et a permis d'assurer la pérennité du club.
Il a été Président de l'Union des clubs professionnels de football (UCPF) et membre du Conseil d’administration de la Ligue de football professionnel (LFP).

## Référence
1. ↑  Guy Cotret, nouveau président d'Elyse Avenue Immobilier, www.batiactu.com, 26 septembre 2013.
2. ↑  Guy Cotret : « Bâtir un Paris FC pour la Ligue 2 », www.leparisien.fr, 18 décembre 2003.
3. ↑  Lionel Lasserre, « Le Paris FC la tête ailleurs ? », sur ladepeche.fr, 26 mai 2012 (consulté le 22 février 2015)
4. ↑  Laurent Pruneta, « Le Paris FC a choisi son avenir », sur parisgoalfoot.blogspot.fr, 3 juin 2012 (consulté le 22 février 2015)
5. ↑  « Ferracci et Cotret réunis à la DNCG dans « l'intérêt supérieur du club » », sur leparisien.fr, 13 juin 2012 (consulté le 22 février 2015)
6. ↑  « Ferracci et Cotret négocient ce midi », sur leparisien.fr, 15 juin 2012 (consulté le 22 février 2015)
7. ↑  « Cotret s'en va », sur leparisien.fr, 18 juin 2012 (consulté le 4 janvier 2015)
8. ↑  Guy Cotret officiellement président de l'AJ Auxerre, www.ajainfos.free.fr, 19 avril 2013.